# Герб на Суринам
Гербът на Суринам е един от държавните символи на Суринам и е приет на 25 ноември 1975 г.
Надписът (девизът) на герба гласи Justitia-Pietas-Fides, което в превод от латински означава „Справедливост, праведност, вярност“. На герба са изобразени 2 коренни жители на страната, държащи централен щит. Неговата лява половина символизира миналото, когато в Суринам на кораби са превозвани роби от Африка. Дясната половина олицетворява настоящето, изобразено във вид на палма, явяваща се и символ на праведния човек. Ромбът в центъра на щита е стилизирана форма на сърце, разглеждано като орган на любовта. Върховете на ромба показват 4-те страни на света. Жълтата звезда в ромба е символ на доверието, а нейните 5 върха олицетворяват 5-те континента и 5-те крупни етнически групи, от които се състои населението на Суринам.